# Avancement ou rétraction de la racine de la langue
Pour les articles homonymes, voir ATR.
En phonétique articulatoire, l'avancement (ou avancée) de la racine de la langue (ou de la racine linguale), également désigné sous le sigle ATR (de l'anglais Advanced tongue root), est une expansion de la cavité pharyngeale provoquée par l’avancement de la racine de la langue vers (souvent par l’abaissement) de larynx pendant la prononciation d’une voyelle. L'abaissement du larynx provoque parfois le murmure.
L'absence de cette propriété est elle-même dénommée sous le nom de rétraction (ou recul) de la racine de la langue (ou de la racine linguale). Le sigle correspondant est RTR (pour l'anglais Retracted tongue root).
Ce peut être un trait phonétique des voyelles ou des syllabes (trait suprasegmental).
Dans l'Alphabet phonétique international, l’avancement de la racine de la langue est noté à l’aide du taquet gauche souscrit ‹ ◌̘ ›, par exemple [e̘] et la rétraction à l’aide du taquet droit souscrit ‹ ◌̙ ›, par exemple [e̙]. La propriété suprasegmentale est notée par +ATR, et son absence (la rétraction de la racine de la langue) par -ATR.
Dans les langues dans lesquelles le phénomène se produit, les voyelles avec avancement de la racine de la langue sont différenciées de celles avec rétraction de la racine de la langue dans un système d’harmonie vocalique. Plusieurs langues d'Afrique de l'Ouest connaissent ce phénomène.